# Chantepie
Chantepie (bret. Kantpig) – miejscowość i gmina we Francji, w regionie Bretania, w departamencie Ille-et-Vilaine.
Według danych na rok 1990 gminę zamieszkiwało 5898 osób, a gęstość zaludnienia wynosiła 492 osoby/km² (wśród 1269 gmin Bretanii Chantepie plasuje się na 64. miejscu pod względem liczby ludności, natomiast pod względem powierzchni na miejscu 766.).